# 呂元泰
吕元泰（?—?），唐朝官员。
唐中宗时任清源（今山西省清徐县）县尉，神龙元年十一月十三日己丑（705年12月3日），唐中宗在洛城南楼，观泼寒胡戏。吕元泰上书言时政得失，反对营寺塔、度僧尼、效法胡族：“国家是至公之神器，一正则难倾，一倾则难正。现在是中兴政化之始，防微杜渐之际，不可不慎。近来营建寺塔，度化僧尼，施舍不绝，这不是急务。林胡多次叛乱，獯虏入侵，国库虚竭，户口逃散。天下百姓失业，不是太平；边兵没有解除，不是无事；水旱为灾，不是登年；仓廪不实，不是国富。然而又驱使饥冻之人服役，雕镌木石，营构不急的工程，花费日增，恐怕不是陛下中兴之要务。近来见坊邑中相继有浑脱舞队，骏马胡服，名叫‘苏莫遮’。旗鼓相当，是军堆的阵势；奔腾喧噪，是战争的表现；夸竞锦绣，损害女工；聚敛贫弱百姓，有伤政体，胡服欢闹，不是雅乐；浑脱为号，不是美名。怎么能以礼义之朝，效法胡虏之俗？《诗经》云：‘京邑翼翼，四方是则。’不是先王之礼乐而向四方作为准则显示，臣不明白。《书经》说：‘谋，时寒若。’何必赤身裸体，在路上泼水，鼓舞跳跃而祈求寒气？”谏书上奏没有答复。